# Stupkaiella recurrens
Stupkaiella recurrens är en tvåvingeart som beskrevs av Vaillant 1973. Stupkaiella recurrens ingår i släktet Stupkaiella och familjen fjärilsmyggor.
Artens utbredningsområde är North Carolina. Inga underarter finns listade i Catalogue of Life.